# 祕書俱樂部
《祕書俱樂部》（英語：Who's The Boss），是TVBS的原創劇集，2024年3月左右開拍，2024年6月7日殺青。由賴雅妍、王傳一、曾莞婷、修杰楷、張軒睿領銜主演，TVBS歡樂台於2024年12月8日晚間8點上映。2024年12月8日晚間10點上架至Netflix和LINE TV等平台。